# Anders Hansson (fotograf)
Anders Hansson, född 1971, är en svensk fotograf och författare.
Anders Hansson arbetar som pressfotograf för Dagens Nyheter och andra tidningar och har bland annat fotograferat flyktingar under ett tiotal år. I utställningen Flykt och i boken med samma namn 2014 presenterar han bland andra flyktingar från östra Kongo, internflyktingar i Kabul i Afghanistan, flyktingar som återvänt till Afghanistan från Iran och  mött flyktingar som återvänt från Iran till Afghanistan och Swatdalsflyktingar i Peshawar i Pakistan.
Han är bosatt i Malmö.